# الحب الأول (أغنية)
«الحب الأول» هي أغنية سجلتها الفنانة الأمريكية جنيفر لوبيز والتي أصدرت في الأول من ماي سنة (2014). وهي من تأليف ماكس مارتن، سافان كوتيشا وايليا سالمانزاديه، وانتجها مارتن وإيليا.

## وصلات أخرى
- الفيديو الرسمي مع الكلمات على يوتيوب
- الفيديو الرسمي (صوت) على يوتيوب
- كلمات الأغنية الكاملة على مترولايركس